# Faucon
Faucon ist eine französische Gemeinde mit 454 Einwohnern (Stand 1. Januar 2022) im Département Vaucluse in der Region Provence-Alpes-Côte d’Azur. Die Gemeinde ist dem Kanton Vaison-la-Romaine und dem Arrondissement Carpentras zugeteilt.

## Geografie
Der Ort liegt auf 380 m Höhe in der Nähe des Mont Ventoux und wird von der Ouvèze und deren Zufluss Toulourenc bewässert. Das Gemeindegebiet gehört zum Regionalen Naturpark Mont-Ventoux. Das Klima ist mediterran geprägt, allerdings ist Faucon stark dem kalten Fallwind Mistral ausgesetzt, welcher während 120–160 Tagen im Jahr mit einer durchschnittlichen Geschwindigkeit von 90 km/h bläst und die statistische Jahrestemperatur senkt. Ohne Wind kann es im Sommer sehr heiß werden; der lokale Rekord wurde im August 2003 mit 42,6 °C gemessen. Die Hauptniederschläge fallen im Herbst an und auch im Frühling ist mit etwas Regen zu rechnen; Winter und Sommer gelten dagegen als trocken.

## Geschichte
Faucon ist ein französischer Trivialname für den Greifvogel Falke. Der Ort wurde im 19. Jahrhundert auch Petit-Paris (‚Klein-Paris‘) genannt. Der Grund dafür ist unbekannt.
Die Gegend war bereits während der Jungsteinzeit besiedelt. Davon zeugen Feuersteine und feingearbeitete Messerklingen, die im Weiler Beaupasset gefunden wurden. Im Vallon de Gournier wurden auch Töpferwaren aus jener Zeit ausgegraben.
Eine Pfarrei die dem Saint-Pierre gewidmet war, wird erstmals 1120 erwähnt. Der Ort gehörte im 12. und 13. Jahrhundert zum Lehen der Herzöge von Poitiers und Toulouse, bis er 1274 in den Besitz von Papst Gregor X. überging. 1565 kauften die Einwohner ihr Dorf vom Heiligen Stuhl zurück. Faucon gehört seit der Bildung des Départements Vaucluse 1793 zu Frankreich.
Erste Zeugnisse von Weinbau, der bis heute für das Dorf eine wichtige Rolle spielt, datieren aus dem Jahr 1420.
Um das Jahr 1800 zählte der Ort rund 500 Einwohner und Einwohnerinnen. Im 19. Jahrhundert wurde in Faucon neben Wein auch Getreide angebaut und Obstbau betrieben.

### Wappen
Wappenbeschreibung: Ein güldener Falke auf azurblauem Grund posierend auf einem güldenen Mauerwerk mit drei Zinnen; das Ganze im Innenbord mit fünf güldenen Besants umgeben; davon drei im Haupt und zwei auf jeder Flanke; im roten Schildhaupt zwei gekreuzte Schlüssel, einer aus Gold und der andere aus Silber.

### Bevölkerungsentwicklung
| Jahr      | 1936 | 1946 | 1954 | 1962 | 1968 | 1975 | 1982 | 1990 | 1999 | 2008 | 2018 |
| --------- | ---- | ---- | ---- | ---- | ---- | ---- | ---- | ---- | ---- | ---- | ---- |
| Einwohner | 231  | 206  | 201  | 233  | 243  | 263  | 287  | 346  | 380  | 411  | 437  |

## Wirtschaft

### Weinbau

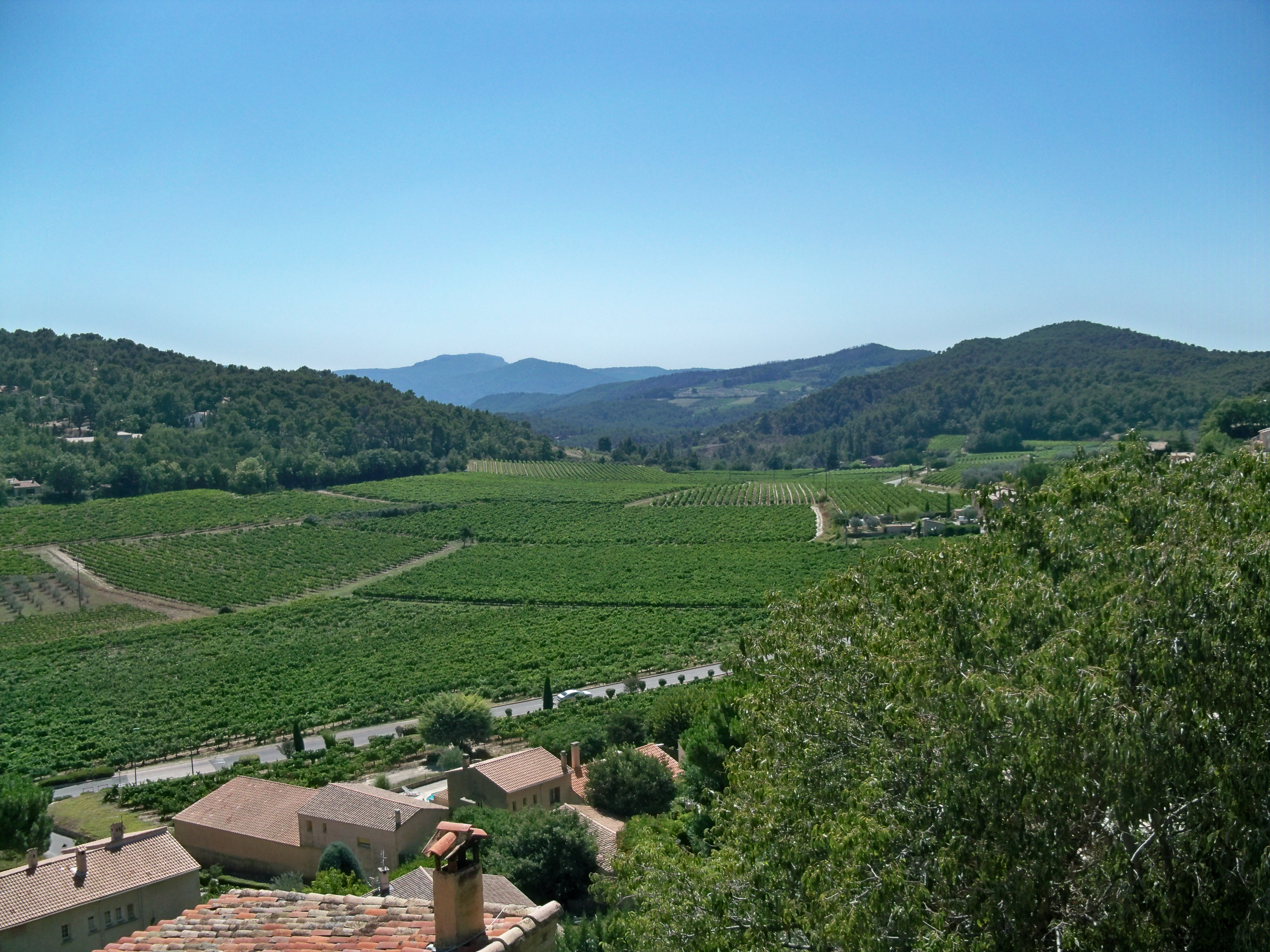
Weinberge oberhalb von Faucon

Die Rebflächen des Ortes liegen im Weinbaugebiet des südlichen Rhônetals. Die klassifizierten Weine dürfen unter der Herkunftsbezeichnung Puyméras AOC vermarktet werden. Zudem werden in Faucon der regional stark verbreitete Rotwein Côtes du Rhône sowie der qualitativ striktere Côtes du Rhône Villages angebaut.

### Tourismus
Der Ort zieht neben Weinliebhabern auch Wanderer und Radfahrer an. Faucon verfügt über zahlreiche einfache Beherbergungsbetriebe.

## Sehenswürdigkeiten
- Pfarrkirche Saint-Germain
- Oratorium Sainte-Colombe
- Die Ruinen einer Kirche, die dem Heiligen Georg geweiht war, liegen etwas außerhalb des Dorfkerns. Die Glocken wurden während der Abbrucharbeiten geborgen und man glaubt, dass eine davon im Glockenturm der Gemeinde eingebaut ist.[1]
- mittelalterlicher Rundbogen
- Überreste einer befestigten Burg
- Kapelle Notre-Dame des sept souleurs
- alte Backstube
- Priorat Saint-Germain, Monument historique

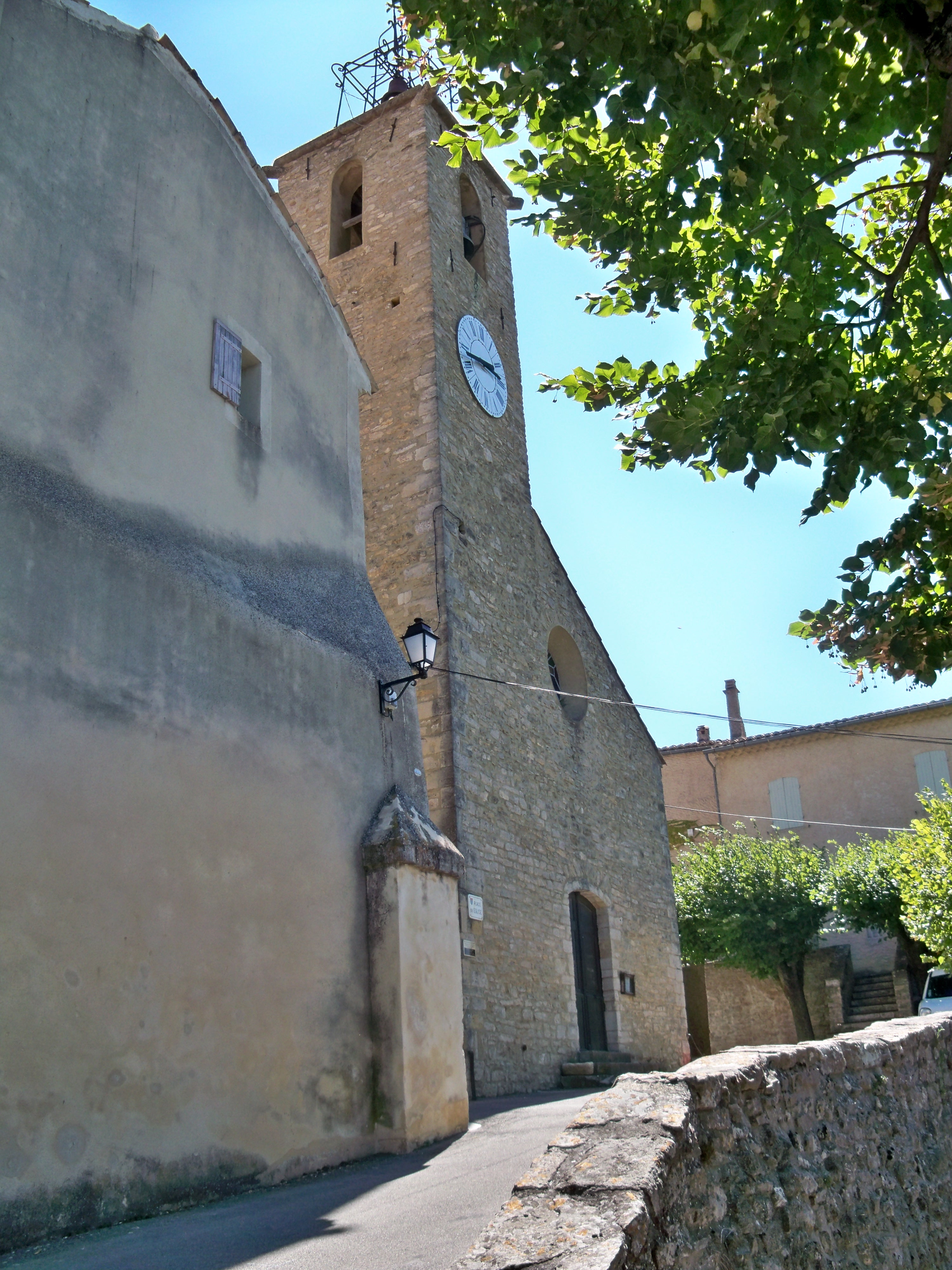
Kirche Saint-Germain
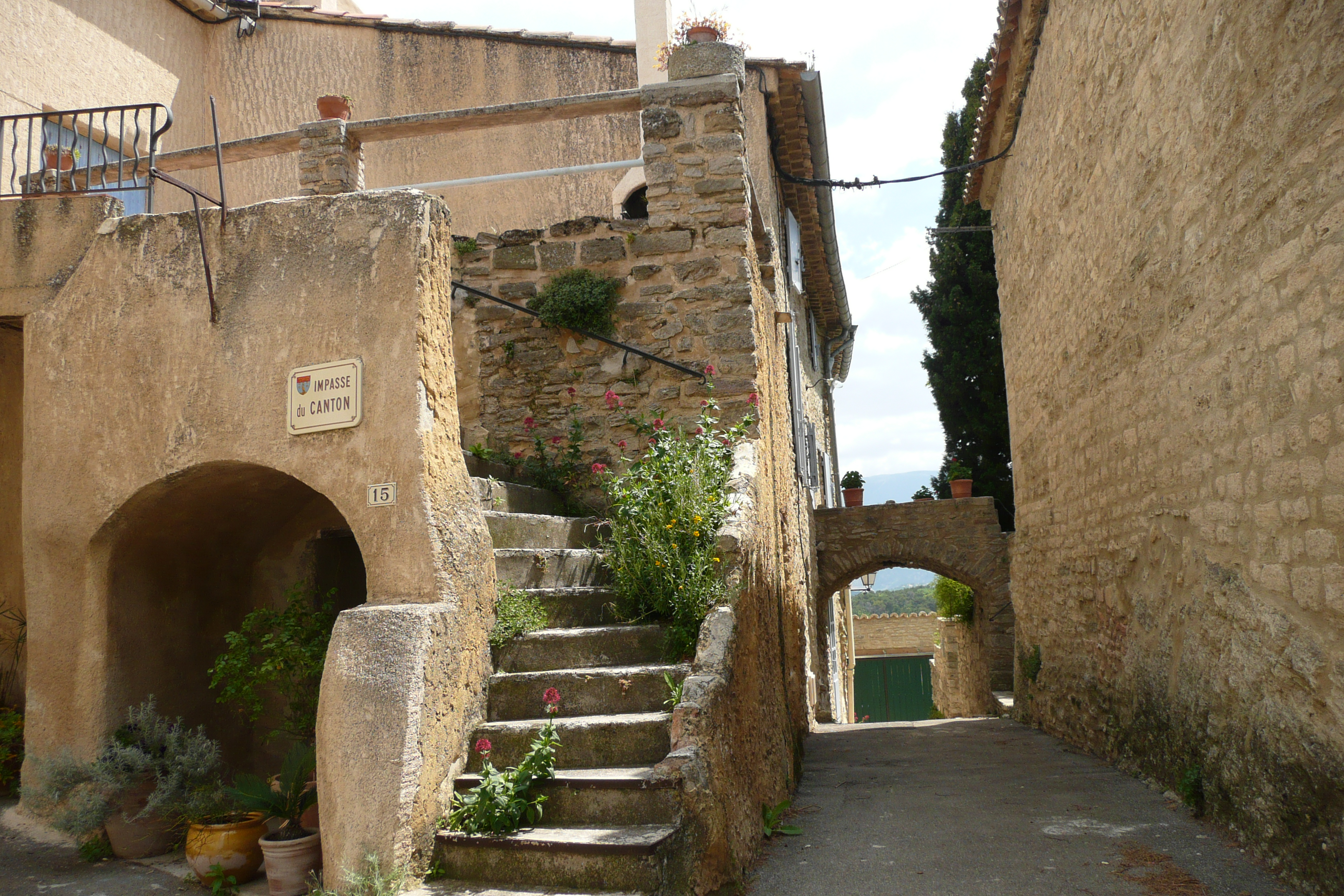
Gaßenszenerie und Rundbogen
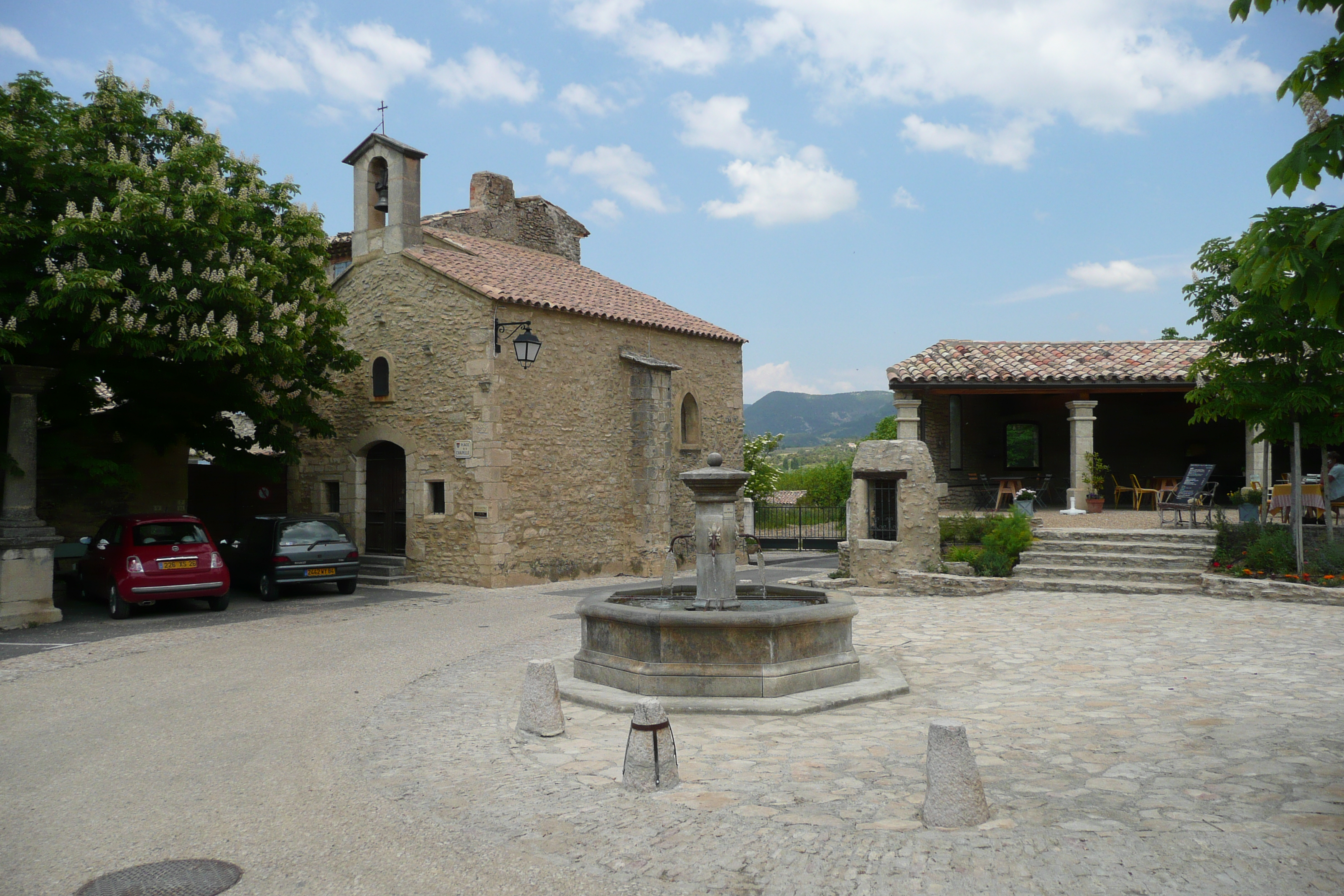
Kapelle Notre-Dame des sept souleurs
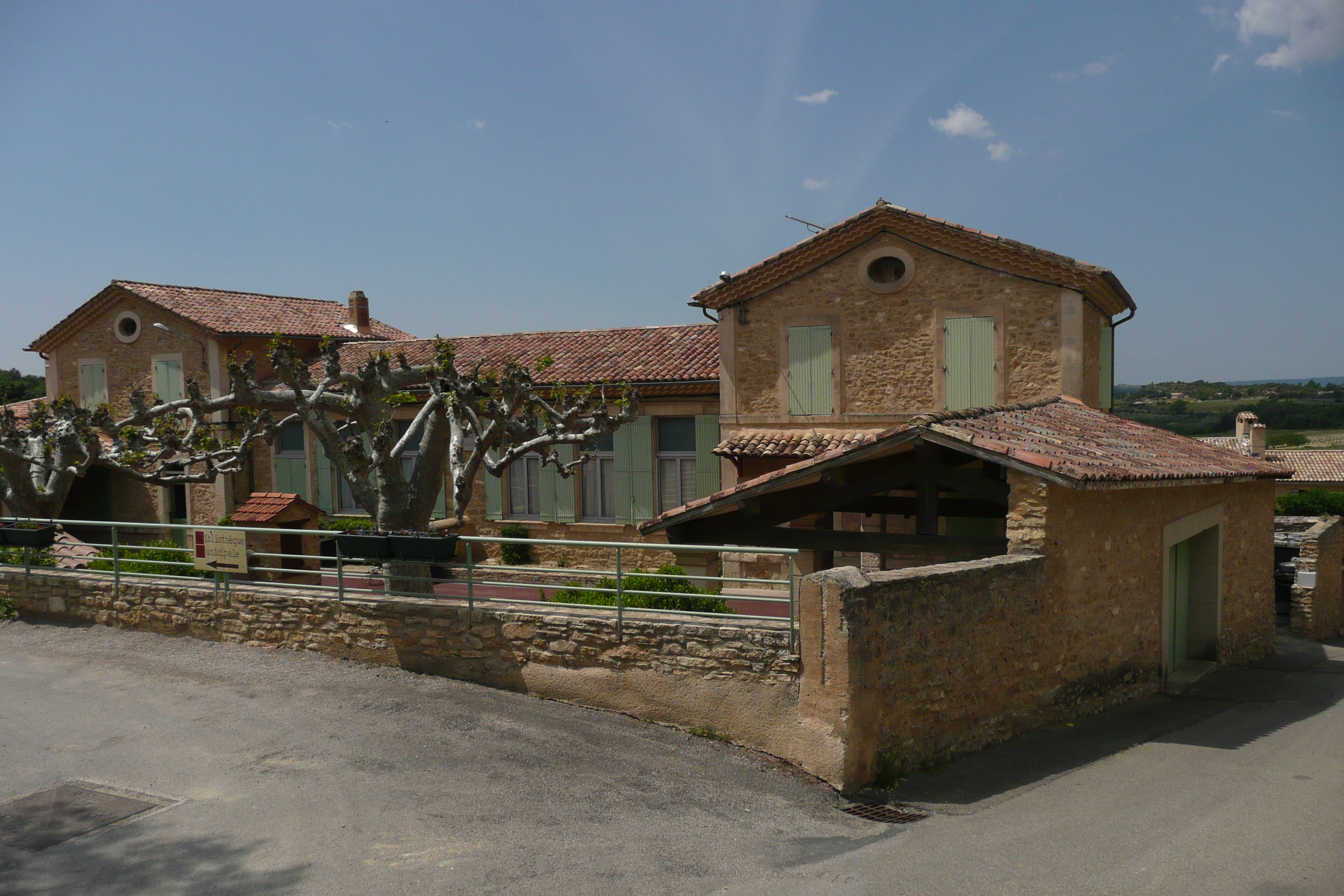
Dorfschule

## Persönlichkeiten
- Wim Duisenberg (1935–2005), der erste Präsident der Europäischen Zentralbank, besaß eine Villa in Faucon. Er starb dort 2005.
- Die französische Romancière Violette Leduc (1907–1972) kaufte in Faucon ein Haus und renovierte es. 1972 starb sie dort an Brustkrebs.